# Hypomesus
Hypomesus – rodzaj morskich ryb stynkokształtnych z rodziny stynkowatych (Osmeridae). Charakteryzują się małymi zębami i małym otworem gębowym, dlatego określane są nazwą stynki małe lub małouste.

## Zasięg występowania
Ocean Spokojny.

## Klasyfikacja
Gatunki zaliczane do tego rodzaju:
- Hypomesus japonicus
- Hypomesus nipponensis
- Hypomesus olidus – stynka mała[4], stynka małousta[2], ogórecznik[4]
- Hypomesus pretiosus – stynka przybojowa[5], „morska stynka małousta”[2]
- Hypomesus transpacificus

Gatunkiem typowym jest Argentina pretiosa (H. pretiosus).

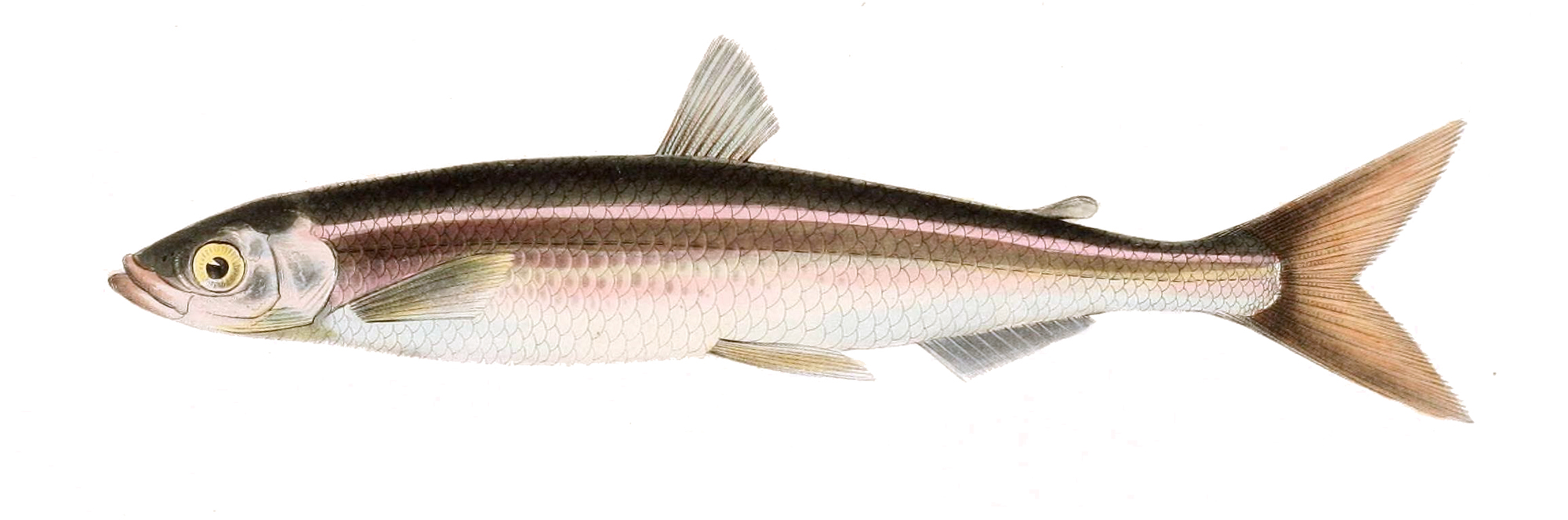
Hypomesus japonicus
Hypomesus nipponensis
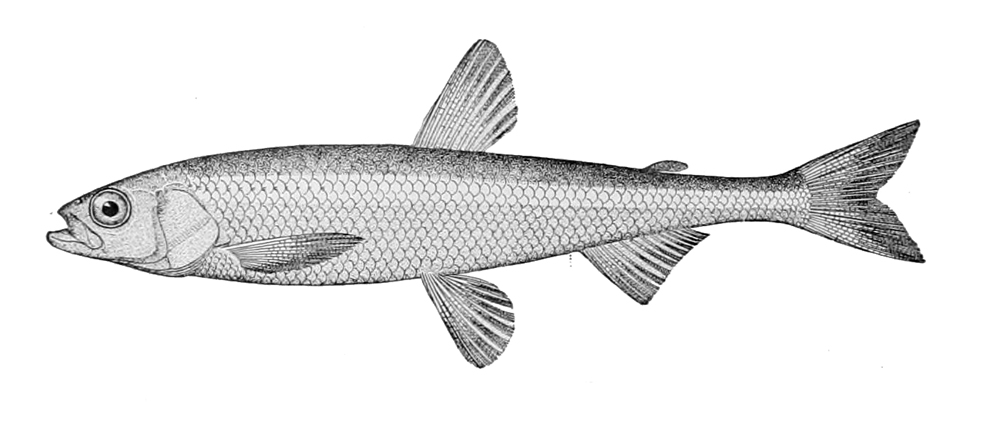
Hypomesus olidus
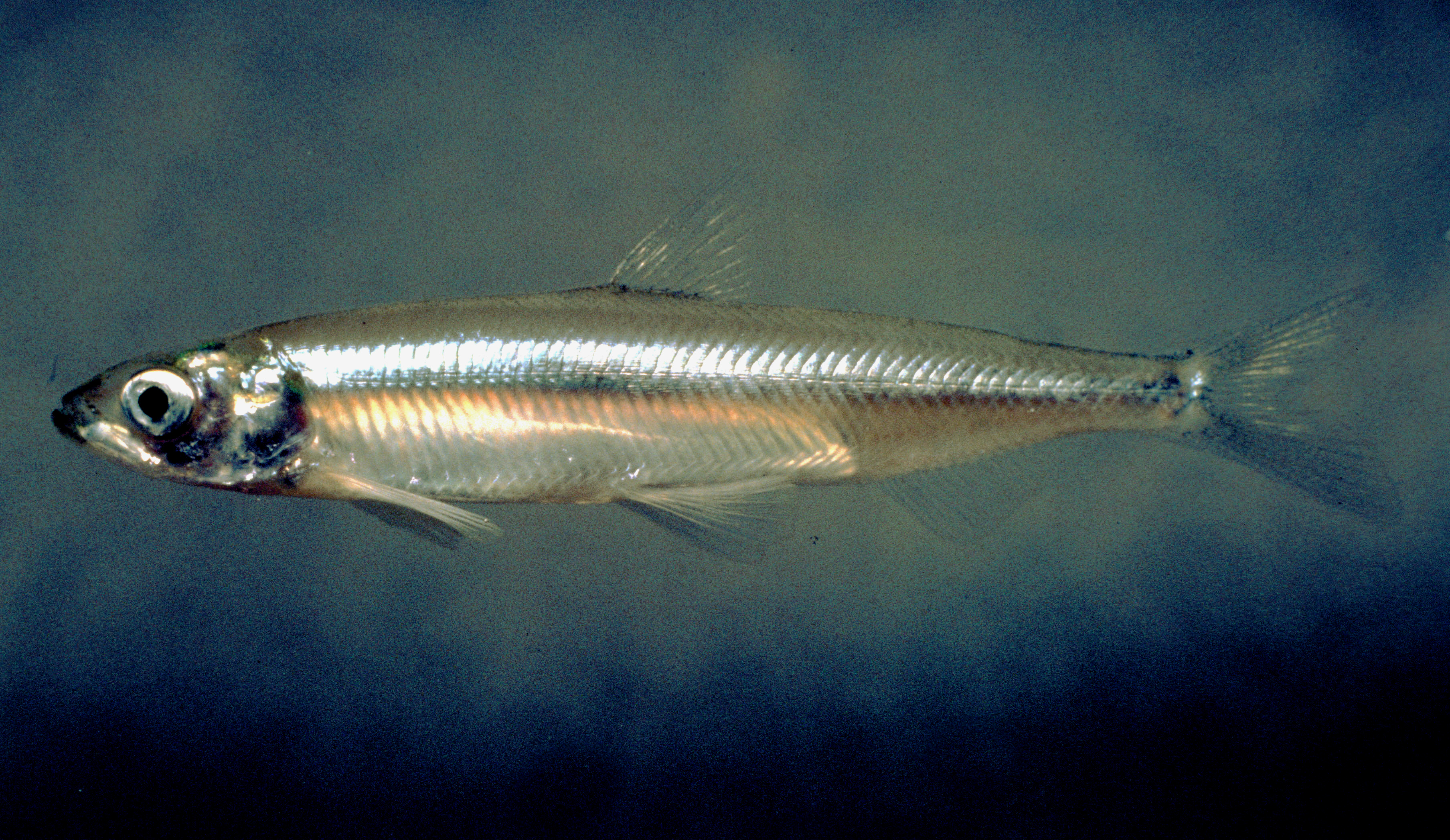
Hypomesus transpacificus